# 植木理子
植木 理子（うえき りこ、1999年7月30日 - ）は、神奈川県川崎市出身の女子サッカー選手。ウェストハム・ユナイテッドFCウィメン所属。サッカー日本女子代表。ポジションはフォワード。

## 経歴

### ユース
10歳の時にAC等々力でのサッカー体験会をきっかけに同チームに入団。2011年度後期の神奈川県サッカー協会トレーニングセンターU-12メンバーに選出された。
2012年に日テレ・ベレーザ下部組織のメニーナ・セリアスに入団。同年には日本サッカー協会（JFA)エリートプログラム 女子U-13のトレーニングキャンプへ招集された。
2014年、第19回全日本女子ユース(U-15)サッカー選手権大会（堺市立サッカー・ナショナルトレーニングセンター）ではメニーナ・セリアスの主将として出場、決勝戦では浦和レッズレディースJr.ユースを相手に自ら2得点を挙げる活躍で大会優勝の立役者となった。
2015年にはメニーナ・セリアスから上のカテゴリーであるメニーナへ昇格、2015年度の第21回関東女子サッカーリーグ1部を主戦場とする。この年には関東女子リーグ1部で19点を挙げて得点王に輝いた。
2016年はメニーナでのプレーからスタートしたが、6月のなでしこリーグカップ2016からトップチームの日テレ・ベレーザに呼ばれ、6月4日のカップ戦Aグループ第1節のスペランツァFC大阪高槻戦に途中出場し、アディショナルタイムでゴールを挙げて初出場初得点を記録した。

### シニア
2018年、日テレ・ベレーザに昇格。
2023年9月12日、イングランドのウィメンズ・スーパーリーグに所属するウェストハム・ユナイテッドFCウィメンへの完全移籍が発表された。

### 代表
2015年には楠瀬直木監督率いるU-16サッカー日本女子代表に招集され、AFC U-16女子選手権2015（中国・武漢）に出場して予選リーグ初戦のウズベキスタン戦（1得点）、準決勝のタイ戦（2得点）でそれぞれ得点を挙げて計3得点をマーク、日本の準優勝に貢献すると共に2016 FIFA U-17女子ワールドカップ（ヨルダン）への出場も決めた。
2016年のFIFA U-17女子ワールドカップに出場するU-17サッカー日本女子代表に召集され、本大会では準決勝のイングランド戦でドリブルからのミドルシュートを決めるなど、合計6試合4得点と活躍した。
2019年4月4日、国際親善試合フランス戦にてなでしこジャパン初出場。2019 FIFA女子ワールドカップ代表メンバーにも選出されたが、フランスでの直前合宿中に怪我のためチームを離脱し帰国。植木の代役として宝田沙織が追加招集された。
2023年6月13日、2023 FIFA女子ワールドカップのなでしこジャパンに選出された。
2024年6月14日、2024年パリオリンピックに出場するなでしこジャパンメンバーに選出された。

## 人物
2018年11月3日に日本テレビで放送された「嵐にしやがれ」に、日テレ・ベレーザのチームメイトである宮川麻都および宮澤ひなたとともに出演予定だったが、収録前のなでしこリーグ戦で負傷したため、等身大パネルでの"出演" となった。
漫画『死役所』のファンであることから、2019年11月7日（6日深夜）にテレビ東京で放送されたドラマ版第4話にカメオ出演した。

## 個人成績

### クラブ
| クラブ                     | シーズン     | リーグ       | 背番号 | リーグ戦 | リーグ戦 | カップ戦 | カップ戦 | リーグ杯 | リーグ杯 | AFC / UEFA | AFC / UEFA | 合計 | 合計 |
| クラブ                     | シーズン     | リーグ       | 背番号 | 出場     | 得点     | 出場     | 得点     | 出場     | 得点     | 出場       | 得点       | 出場 | 得点 |
| -------------------------- | ------------ | ------------ | ------ | -------- | -------- | -------- | -------- | -------- | -------- | ---------- | ---------- | ---- | ---- |
| 日テレ・ベレーザ           | 2016         | なでしこ1部  | 19     | 0        | 0        | 0        | 0        | 9        | 5        | —          | —          | 9    | 5    |
| 日テレ・ベレーザ           | 2017         | なでしこ1部  | 19     | 18       | 5        | 4        | 3        | 8        | 3        | —          | —          | 30   | 11   |
| 日テレ・ベレーザ           | 2018         | なでしこ1部  | 19     | 12       | 4        | 5        | 3        | 8        | 8        | —          | —          | 25   | 15   |
| 日テレ・ベレーザ           | 2019         | なでしこ1部  | 19     | 16       | 8        | 3        | 0        | 1        | 0        | 3          | 1          | 23   | 9    |
| 日テレ・東京ベレーザ       | 2020         | なでしこ1部  | 9      | 14       | 4        | 0        | 0        | —        | —        | —          | —          | 14   | 4    |
| 日テレ・東京ベレーザ       | 2021-22      | WE           | 9      | 19       | 6        | 2        | 1        | —        | —        | —          | —          | 21   | 7    |
| 日テレ・東京ベレーザ       | 2022-23      | WE           | 9      | 19       | 14       | 4        | 8        | 5        | 6        | —          | —          | 28   | 28   |
| 日テレ・東京ベレーザ       | 2023-24      | WE           | 9      | -        | -        | -        | -        | 2        | 2        | -          | -          | 2    | 2    |
| 日テレ・東京ベレーザ       | 通算         | 通算         | 通算   | 98       | 41       | 18       | 15       | 33       | 24       | 3          | 1          | 152  | 81   |
| ウェストハム・ユナイテッド | 2023-24      | WSL          | 9      | 22       | 6        | 1        | 0        | 3        | 1        | -          | -          | 26   | 7    |
| ウェストハム・ユナイテッド | 2024-25      | WSL          | 9      | 22       | 4        | 1        | 0        | 5        | 3        | -          | -          | 28   | 7    |
| ウェストハム・ユナイテッド | 通算         | 通算         | 通算   | 44       | 10       | 2        | 0        | 8        | 4        | 0          | 0          | 54   | 14   |
| 通算                       | 日本         | 日本         | 1部    | 98       | 41       | 18       | 15       | 33       | 24       | 3          | 1          | 152  | 81   |
| 通算                       | イングランド | イングランド | 1部    | 44       | 10       | 2        | 0        | 8        | 4        | 0          | 0          | 54   | 14   |
| 総通算                     | 総通算       | 総通算       | 総通算 | 142      | 51       | 20       | 15       | 41       | 28       | 3          | 1          | 206  | 95   |

1. 1 2  AFC女子クラブ選手権2019の成績

- 日本女子サッカーリーグ
  - 初出場 - 2017年3月26日 なでしこリーグ1部 第1節 ちふれASエルフェン埼玉戦 (味の素スタジアム西競技場)[19]
  - 初得点 - 2017年4月23日 なでしこリーグ1部 第4節 浦和レッズレディース戦 (浦和駒場スタジアム)[19]

- WEリーグ
  - 初出場 - 2021年9月12日 第1節 三菱重工浦和レッズレディース戦 (味の素フィールド西が丘)[20]
  - 初得点 - 2021年9月12日 第1節 三菱重工浦和レッズレディース戦 (味の素フィールド西が丘)[20]

- ウィメンズ・スーパーリーグ
  - 初出場 - 2023年10月1日 第1節 マンチェスター・シティ戦 (チグウェル・コンストラクション・スタジアム（英語版）)[21]
  - 初得点 - 2023年10月8日 第2節 ブライトン・アンド・ホーヴ・アルビオン戦 (ブロードフィールド・スタジアム（英語版）)[21]

### 代表
- 2019年4月4日 - 日本代表初出場 -  フランス戦 (国際親善試合、フランス・オセール)
- 2022年1月21日 - 日本代表初得点 -  ミャンマー戦 (2022 AFC女子アジアカップ、インド・プネー)

#### 主な出場大会
- U-17日本女子代表
  - 2016年 - FIFA U-17女子ワールドカップ ヨルダン大会（準優勝）
- U-20日本女子代表
  - 2018年 - FIFA U-20女子ワールドカップ フランス大会（優勝）
- 日本女子代表（なでしこジャパン）
  - 2022年 - 2022 AFC女子アジアカップ
  - 2022年 - EAFF E-1サッカー選手権2022（優勝）
  - 2023年 - 2023 FIFA女子ワールドカップ　　
  - 2024年 - 2024年パリオリンピック
  - 2025年 - 2025 シービリーブスカップ（優勝）

#### 試合数
| 日本代表 | 国際Aマッチ | 国際Aマッチ |
| 年       | 出場        | 得点        |
| -------- | ----------- | ----------- |
| 2019     | 3           | 0           |
| 2020     | 2           | 0           |
| 2021     | 1           | 0           |
| 2022     | 11          | 8           |
| 2023     | 13          | 3           |
| 2024     | 10          | 1           |
| 2025     | 4           | 0           |
| 通算     | 44          | 12          |

2025年6月3日現在

#### 出場試合
| 出場試合一覧 | 出場試合一覧   | 出場試合一覧     | 出場試合一覧                                           | 出場試合一覧     | 出場試合一覧   | 出場試合一覧       | 出場試合一覧                                                  | 出場試合一覧 |
| #            | 開催日         | 開催都市         | スタジアム                                             | 対戦国           | 結果           | 監督               | 大会                                                          | 出典         |
| ------------ | -------------- | ---------------- | ------------------------------------------------------ | ---------------- | -------------- | ------------------ | ------------------------------------------------------------- | ------------ |
| 1.           | 2019年4月4日   | オセール         | スタッド・アッベ・デシャン                             | フランス         | ● 1-3          | 高倉麻子           | 国際親善試合 ～ヨーロッパ遠征～                               | [ 22 ]       |
| 2.           | 2019年4月9日   | パーダーボルン   | ベンテラー・アレーナ                                   | ドイツ           | △ 2-2          | 高倉麻子           | 国際親善試合 ～ヨーロッパ遠征～                               | [ 23 ]       |
| 3.           | 2019年11月10日 | 北九州           | 北九州スタジアム                                       | 南アフリカ共和国 | ○ 2-0          | 高倉麻子           | MS&ADカップ2019                                               | [ 24 ]       |
| 4.           | 2020年3月8日   | ハリソン         | レッドブル・アリーナ                                   | イングランド     | ● 0-1          | 高倉麻子           | 2020 シービリーブスカップ                                     | [ 25 ]       |
| 5.           | 2020年3月11日  | フリスコ         | トヨタ・スタジアム                                     | アメリカ合衆国   | ● 1-3          | 高倉麻子           | 2020 シービリーブスカップ                                     | [ 26 ]       |
| 6.           | 2021年11月25日 | アルメレ         | ヤンマー・スタディオン                                 | アイスランド     | ● 0-2          | 池田太             | 国際親善試合                                                  | [ 27 ]       |
| 7.           | 2022年1月21日  | プネー           | シュリー・シヴ・チャトラパティ・スポーツコンプレックス | ミャンマー       | ○ 5-0          | 池田太             | 2022 AFC女子アジアカップ                                      | [ 28 ]       |
| 8.           | 2022年1月24日  | プネー           | シュリー・シヴ・チャトラパティ・スポーツコンプレックス | ベトナム         | ○ 3-0          | 池田太             | 2022 AFC女子アジアカップ                                      | [ 29 ]       |
| 9.           | 2022年1月27日  | プネー           | シュリー・シヴ・チャトラパティ・スポーツコンプレックス | 韓国             | △ 1-1          | 池田太             | 2022 AFC女子アジアカップ                                      | [ 30 ]       |
| 10.          | 2022年1月30日  | ナビムンバイ     | DYパティル・スタジアム                                 | タイ             | ○ 7-0          | 池田太             | 2022 AFC女子アジアカップ                                      | [ 31 ]       |
| 11.          | 2022年2月3日   | プネー           | シュリー・シヴ・チャトラパティ・スポーツコンプレックス | 中華人民共和国   | ● 2-2 (PK 3-4) | 池田太             | 2022 AFC女子アジアカップ                                      | [ 32 ]       |
| 12.          | 2022年6月24日  | スタラ・パゾヴァ | スポーツ・センターFAS                                  | セルビア         | ○ 5-0          | 池田太             | 国際親善試合                                                  | [ 33 ]       |
| 13.          | 2022年6月27日  | トゥルク         | ヴェリタス・スタジアム                                 | フィンランド     | ○ 5-1          | 池田太             | 国際親善試合                                                  | [ 34 ]       |
| 14.          | 2022年7月19日  | 鹿嶋             | 茨城県立カシマサッカースタジアム                       | 韓国             | ○ 2-1          | 池田太             | EAFF E-1サッカー選手権2022                                    | [ 35 ]       |
| 15.          | 2022年7月26日  | 鹿嶋             | 茨城県立カシマサッカースタジアム                       | 中華人民共和国   | △ 0-0          | 池田太             | EAFF E-1サッカー選手権2022                                    | [ 36 ]       |
| 16.          | 2022年10月9日  | 長野             | 長野Uスタジアム                                        | ニュージーランド | ○ 2-0          | 池田太             | MS&ADカップ2022                                               | [ 37 ]       |
| 17.          | 2022年11月15日 | セビージャ       | エスタディオ・ラ・カルトゥーハ                         | スペイン         | ● 0-1          | 池田太             | 国際親善試合                                                  | [ 38 ]       |
| 18.          | 2023年2月16日  | オーランド       | エクスプロリア・スタジアム                             | ブラジル         | ● 0-1          | 池田太             | 2023 シービリーブスカップ                                     | [ 39 ]       |
| 19.          | 2023年2月19日  | ナッシュビル     | ジオディス・パーク                                     | アメリカ合衆国   | ● 0-1          | 池田太             | 2023 シービリーブスカップ                                     | [ 40 ]       |
| 20.          | 2023年4月7日   | ギマラインス     | エスタディオ・D. アフォンソ・エンリケス                | ポルトガル       | ○ 2-1          | 池田太             | 国際親善試合                                                  | [ 41 ]       |
| 21.          | 2023年4月11日  | オーデンセ       | オーデンセ・スタディオン                               | デンマーク       | ● 0-1          | 池田太             | 国際親善試合                                                  | [ 42 ]       |
| 22.          | 2023年7月14日  | 仙台             | ユアテックスタジアム仙台                               | パナマ           | ○ 5-0          | 池田太             | MS&ADカップ2023                                               | [ 43 ]       |
| 23.          | 2023年7月22日  | ハミルトン       | ワイカト・スタジアム                                   | ザンビア         | ○ 5-0          | 池田太             | 2023 FIFA女子ワールドカップ                                   | [ 44 ]       |
| 24.          | 2023年7月26日  | ダニーデン       | ダニーデン・スタジアム                                 | コスタリカ       | ○ 2-0          | 池田太             | 2023 FIFA女子ワールドカップ                                   | [ 45 ]       |
| 25.          | 2023年7月31日  | ウェリントン     | ウェリントン・リージョナル・スタジアム                 | スペイン         | ○ 4-0          | 池田太             | 2023 FIFA女子ワールドカップ                                   | [ 46 ]       |
| 26.          | 2023年8月5日   | ウェリントン     | ウェリントン・リージョナル・スタジアム                 | ノルウェー       | ○ 3-1          | 池田太             | 2023 FIFA女子ワールドカップ                                   | [ 47 ]       |
| 27.          | 2023年8月11日  | オークランド     | イーデン・パーク                                       | スウェーデン     | ● 1-2          | 池田太             | 2023 FIFA女子ワールドカップ                                   | [ 48 ]       |
| 28.          | 2023年9月23日  | 北九州           | 北九州スタジアム                                       | アルゼンチン     | ○ 8-0          | 池田太             | 国際親善試合                                                  | [ 49 ]       |
| 29.          | 2023年11月30日 | サンパウロ       | ネオ・キミカ・アレーナ                                 | ブラジル         | ● 3-4          | 池田太             | 国際親善試合                                                  | [ 50 ]       |
| 30.          | 2023年12月3日  | サンパウロ       | エスタジオ・シーセロ・ポンペウ・ヂ・トレド             | ブラジル         | ○ 2-0          | 池田太             | 国際親善試合                                                  | [ 51 ]       |
| 31.          | 2024年2月24日  | ジッダ           | プリンス・アブドゥッラー・アル・ファイサル・スタジアム | 北朝鮮           | △ 0-0          | 池田太             | 2024年パリオリンピック・アジア最終予選                        | [ 52 ]       |
| 32.          | 2024年2月28日  | 東京             | 国立競技場                                             | 北朝鮮           | ○ 2-1          | 池田太             | 2024年パリオリンピック・アジア最終予選                        | [ 53 ]       |
| 33.          | 2024年4月6日   | アトランタ       | メルセデス・ベンツ・スタジアム                         | アメリカ合衆国   | ● 1-2          | 池田太             | 2024 シービリーブスカップ                                     | [ 54 ]       |
| 34.          | 2024年5月31日  | ムルシア         | エスタディオ・ヌエバ・コンドミーナ                     | ニュージーランド | ○ 2-0          | 池田太             | 国際親善試合                                                  | [ 55 ]       |
| 35.          | 2024年6月3日   | ムルシア         | エスタディオ・ヌエバ・コンドミーナ                     | ニュージーランド | ○ 4-1          | 池田太             | 国際親善試合                                                  | [ 56 ]       |
| 36.          | 2024年7月13日  | 金沢             | 金沢ゴーゴーカレースタジアム                           | ガーナ           | ○ 4-0          | 池田太             | MS&ADカップ2024 ～能登半島地震復興支援マッチ がんばろう能登～ | [ 57 ]       |
| 37.          | 2024年7月28日  | パリ             | パルク・デ・プランス                                   | ブラジル         | ○ 2-1          | 池田太             | 2024年パリオリンピック                                        | [ 58 ]       |
| 38.          | 2024年7月31日  | ナント           | スタッド・ドゥ・ラ・ボージョワール                     | ナイジェリア     | ○ 3-1          | 池田太             | 2024年パリオリンピック                                        | [ 59 ]       |
| 39.          | 2024年8月3日   | パリ             | パルク・デ・プランス                                   | アメリカ合衆国   | ● 0-1 (延長)   | 池田太             | 2024年パリオリンピック                                        | [ 60 ]       |
| 40.          | 2024年10月26日 | 東京             | 国立競技場                                             | 韓国             | ○ 4-0          | 佐々木則夫         | MIZUHO BLUE DREAM MATCH 2024                                  | [ 61 ]       |
| 41.          | 2025年2月20日  | ヒューストン     | シェル・エナジー・スタジアム                           | オーストラリア   | ○ 4-0          | ニルス・ニールセン | 2025 シービリーブスカップ                                     | [ 62 ]       |
| 42.          | 2025年2月23日  | グレンデール     | ステートファーム・スタジアム                           | コロンビア       | ○ 4-1          | ニルス・ニールセン | 2025 シービリーブスカップ                                     | [ 63 ]       |
| 43.          | 2025年4月6日   | 大阪             | ヨドコウ桜スタジアム                                   | コロンビア       | △ 1-1          | ニルス・ニールセン | 国際親善試合                                                  | [ 64 ]       |
| 44.          | 2025年6月3日   | サンパウロ       | エスタディオ・シセロ・デ・ソウザ・マルケス             | ブラジル         | ● 1-2          | ニルス・ニールセン | 国際親善試合                                                  | [ 65 ]       |

#### ゴール
| ゴール一覧 | ゴール一覧    | ゴール一覧       | ゴール一覧                                             | ゴール一覧       | ゴール一覧     | ゴール一覧 | ゴール一覧                                                    | ゴール一覧    |
| #          | 開催日        | 開催都市         | スタジアム                                             | 対戦国           | 結果           | 監督       | 大会                                                          | 出典          |
| ---------- | ------------- | ---------------- | ------------------------------------------------------ | ---------------- | -------------- | ---------- | ------------------------------------------------------------- | ------------- |
| 1.         | 2022年1月21日 | プネー           | シュリー・シヴ・チャトラパティ・スポーツコンプレックス | ミャンマー       | ○ 5-0          | 池田太     | 2022 AFC女子アジアカップ                                      | [ 66 ]        |
| 2.         | 2022年1月27日 | プネー           | シュリー・シヴ・チャトラパティ・スポーツコンプレックス | 韓国             | △ 1-1          | 池田太     | 2022 AFC女子アジアカップ                                      | [ 67 ]        |
| 3.         | 2022年1月30日 | ナビムンバイ     | DYパティル・スタジアム                                 | タイ             | ○ 7-0          | 池田太     | 2022 AFC女子アジアカップ                                      | [ 68 ]        |
| 4.         | 2022年2月3日  | プネー           | シュリー・シヴ・チャトラパティ・スポーツコンプレックス | 中華人民共和国   | ● 2-2 (PK 3-4) | 池田太     | 2022 AFC女子アジアカップ                                      | [ 69 ]        |
| 5.         | 2022年2月3日  | プネー           | シュリー・シヴ・チャトラパティ・スポーツコンプレックス | 中華人民共和国   | ● 2-2 (PK 3-4) | 池田太     | 2022 AFC女子アジアカップ                                      | [ 69 ]        |
| 6.         | 2022年6月24日 | スタラ・パゾヴァ | スポーツ・センターFAS                                  | セルビア         | ○ 5-0          | 池田太     | 国際親善試合                                                  | [ 70 ]        |
| 7.         | 2022年6月27日 | トゥルク         | ヴェリタス・スタジアム                                 | フィンランド     | ○ 5-1          | 池田太     | 国際親善試合                                                  | [ 71 ] [ 72 ] |
| 8.         | 2022年10月9日 | 長野             | 長野Uスタジアム                                        | ニュージーランド | ○ 2-0          | 池田太     | MS&ADカップ2022                                               | [ 73 ]        |
| 9.         | 2023年7月22日 | ハミルトン       | ワイカト・スタジアム                                   | ザンビア         | ○ 5-0          | 池田太     | 2023 FIFA女子ワールドカップ                                   | [ 74 ]        |
| 10.        | 2023年7月31日 | ウェリントン     | ウェリントン・リージョナル・スタジアム                 | スペイン         | ○ 4-0          | 池田太     | 2023 FIFA女子ワールドカップ                                   | [ 75 ]        |
| 11.        | 2023年9月23日 | 北九州           | 北九州スタジアム                                       | アルゼンチン     | ○ 8-0          | 池田太     | 国際親善試合                                                  | [ 76 ]        |
| 12.        | 2024年7月13日 | 金沢             | 金沢ゴーゴーカレースタジアム                           | ガーナ           | ○ 4-0          | 池田太     | MS&ADカップ2024 ～能登半島地震復興支援マッチ がんばろう能登～ | [ 77 ]        |

## タイトル

### クラブ
- 日テレ・メニーナ
  - JFA 全日本U-18女子サッカー選手権大会: 1回 (2014)

- 日テレ・ベレーザ / 日テレ・東京ヴェルディベレーザ
  - 日本女子サッカーリーグ: 4回 (2016、2017、2018、2019)
  - 皇后杯 JFA 全日本女子サッカー選手権大会: 5回 (2017、2018、2019、2020、2022)
  - なでしこリーグカップ: 3回 (2016、2018、2019)
  - AFC女子クラブ選手権: 1回 (2019)

### 代表
- U-19日本女子代表
  - AFC U-19女子選手権: 1回 (2015)

- 日本女子代表（なでしこジャパン）
  - EAFF E-1サッカー選手権: 2回 (2019、2022)
  - シービリーブスカップ: 1回 (2025)

### 個人
- WEリーグ
  - 得点王: 1回 (2022-23)
  - ベストイレブン: 1回 (2022-23)
  - 優秀選手賞: 2回 (2021-22、2022-23)
- JPFA女子
  - ベストイレブン: 1回 (2023-24)